# Hemiceras jejuna
Hemiceras jejuna är en fjärilsart som beskrevs av William Schaus 1906. Hemiceras jejuna ingår i släktet Hemiceras och familjen tandspinnare. Inga underarter finns listade i Catalogue of Life.